# Simulium longitarse
Simulium longitarse es una especie de insecto del género Simulium, familia Simuliidae, orden Diptera.
Fue descrita científicamente por Rubtsov & Violovich, 1965.